# Pteruthius aenobarbus
A Pteruthius aenobarbus a madarak osztályának verébalakúak (Passeriformes) rendjébe és a lombgébicsfélék (Vireonidae) családjába tartozó faj.

## Rendszerezése
A fajt Coenraad Jacob Temminck holland zoológus írta le 1835-ben, az Allotrius nembe Allotrius ænobarbus néven.

## Előfordulása
Dél- és Délkelet-Ázsiában, Kína, India, Indonézia, Laosz, Mianmar, Thaiföld és Vietnám területén honos. A természetes élőhelye szubtrópusi és trópusi síkvidéki- és hegyi esőerdők. Állandó, nem vonuló faj.

## Megjelenése
Testhossza 11,5 centiméter, testtömege 11-12,5 gramm.

## Életmódja
Ízeltlábúakkal és gyümölcsökkel táplálkozik.

## Külső hivatkozások
- Képek az interneten a fajról
- Internet Bird Collection - videók a fajról
- Xeno-canto.org - a faj hangja